# Grieg: Zongoraverseny
Edvard Grieg a-moll zongoraversenye az opus 16. számot viseli.

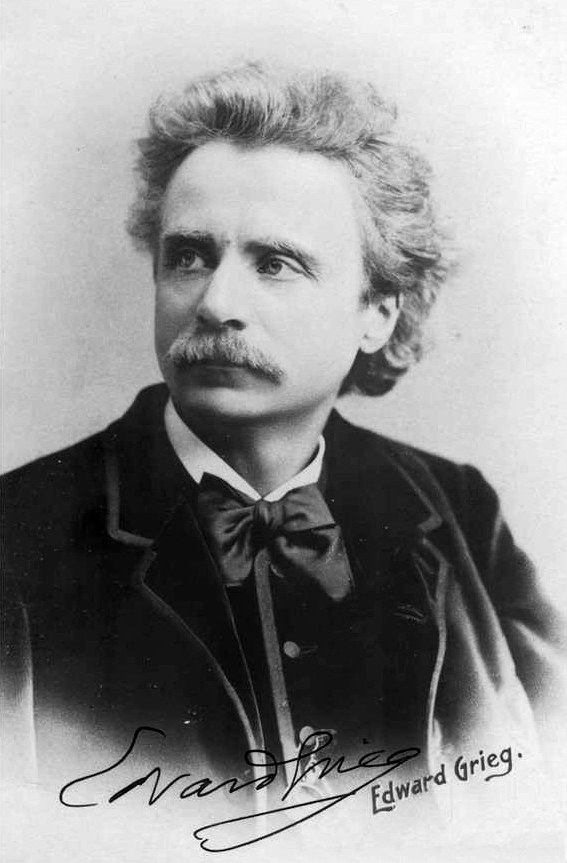
Edvard Grieg 1876-ban készült képe

## Keletkezése-története
Grieg az a-moll zongoraversenyt 1868-ban komponálta. Az ősbemutató Koppenhágában volt 1869. április 3-án, a szólót Edmund Neupert játszotta, a zenekart Holger Simon Paulli vezényelte. A norvégiai bemutató Christianiában 1869. augusztus 7-én volt, Németországban 1872-ben, Angliában 1874-ben mutatták be.

## Szerkezete, jellemzői
A partitúra szerint a mű 2 fuvolára, 2 oboára, 2 klarinétra, 2 basszetkürtre, 4 kürtre , 2 trombitára, 3 harsonára, üstdobra, vonós hangszerekre, továbbá szóló zongorára íródott.
Tételei:
1. Allegro molto moderato (a-moll)
2. Adagio (D-dúr)
3. Allegro moderato molto e marcato (a-moll → F-dúr → A-dúr)

| Keresőd nem támogatja a hangfáljok lejátszását. Más opció: Hangfájl letöltése |
| A zongoraverseny kirobbanó bevezető része (zongoraszóló)                      |

Az első tétel felismerhetően Robert Schumann a-moll zongoraversenyének jegyében indul, virtuóz zongorakadenciával. Sajátosan egyéni a témák arculata, zenekari bemutatása, a kor romantikus zongorastílusa a szólóhangszer bravúros meneteiben, főleg a tételt bezáró nagy szólóban jut érvényre. 
| Keresőd nem támogatja a hangfáljok lejátszását. Más opció: Hangfájl letöltése |
| Az első tétel főtémája (zongoraszóló)                                         |

 Zongoraverseny, a-moll, 1. tétel - hangfelvételen
A lassú tételben eleinte a zenekar viszi a dallamot, a zongora szerepe ékesítésre, trillákra szorítkozik, a befejezés előtt azonban a szólóhangszer veszi át a vezetést, a tétel fő dallamát romantikus, teltfogású hangzatokkal szólaltatja meg. Zongoraverseny, a-moll, 2. tétel - hangfelvételen
Közvetlen átmenettel harsan fel a zárótétel fafúvós szignálja, élénk lendületű ugrós tánchoz adja meg a bevezetést.Ez a mozgalmas tánc szélesívű dallamhoz vezet, melynek hangzásait a szólóhangszer mutatósan aknázza ki. Zongoraverseny, a-moll, 3. tétel - hangfelvételen

## Ismertség, előadási gyakoriság
A mű a legismertebb Grieg művek közé tartozik. Hangversenyen, hanglemezen, vagy elektronikus médiákban viszonylag gyakran hallgatható darab.

## Fordítás
- Ez a szócikk részben vagy egészben a Piano Concerto (Grieg) című angol Wikipédia-szócikk fordításán alapul.  Az eredeti cikk szerkesztőit annak laptörténete sorolja fel. Ez a jelzés csupán a megfogalmazás eredetét és a szerzői jogokat jelzi, nem szolgál a cikkben szereplő információk forrásmegjelöléseként.

## Külső hivatkozások
- An essay on the concerto by Monica Jangaard at the Grieg Museum website Archiválva 2007. március 3-i dátummal a Wayback Machine-benNorvégia.